# St. Otmar (Bodman-Ludwigshafen)

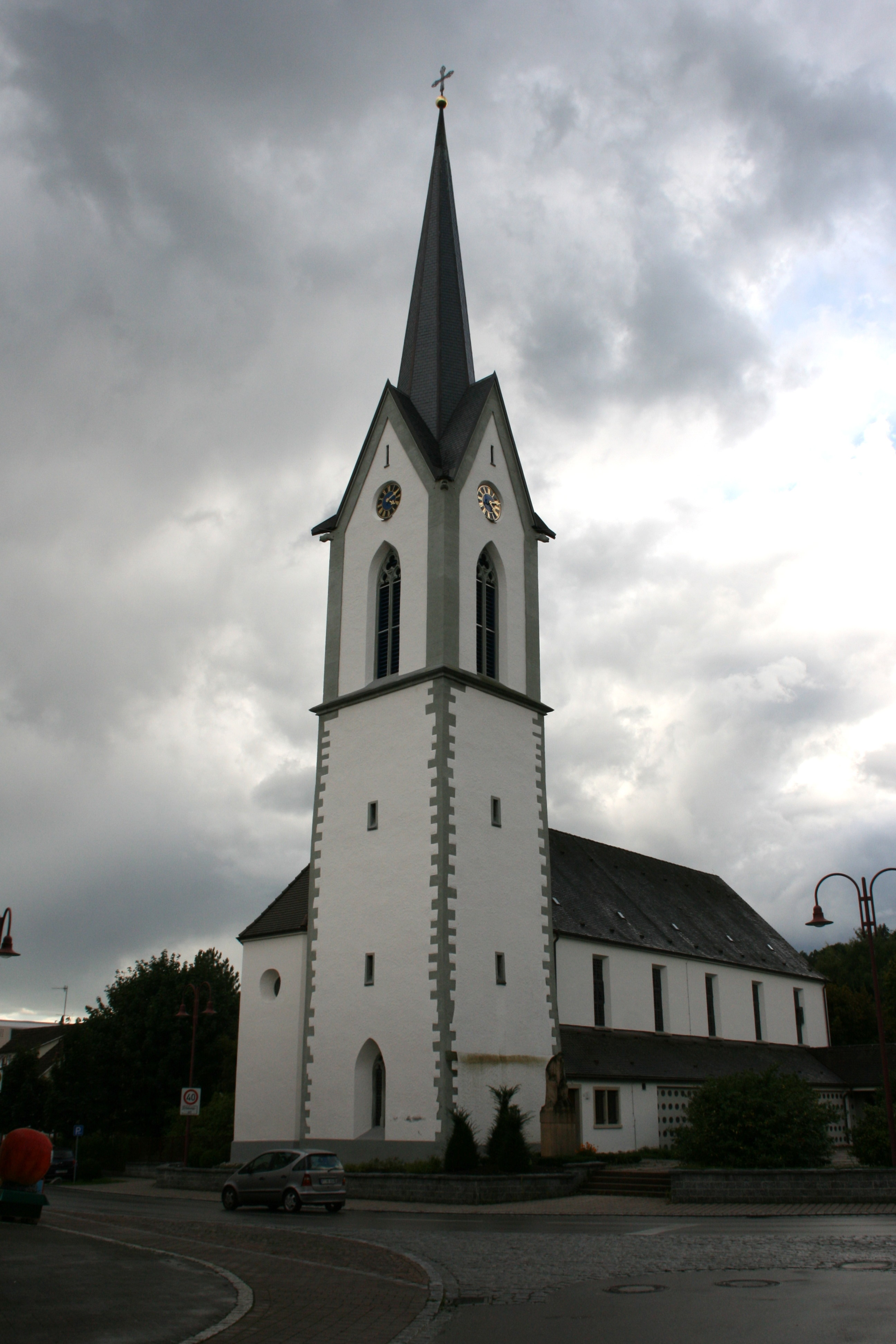
St. Otmar in Ludwigshafen

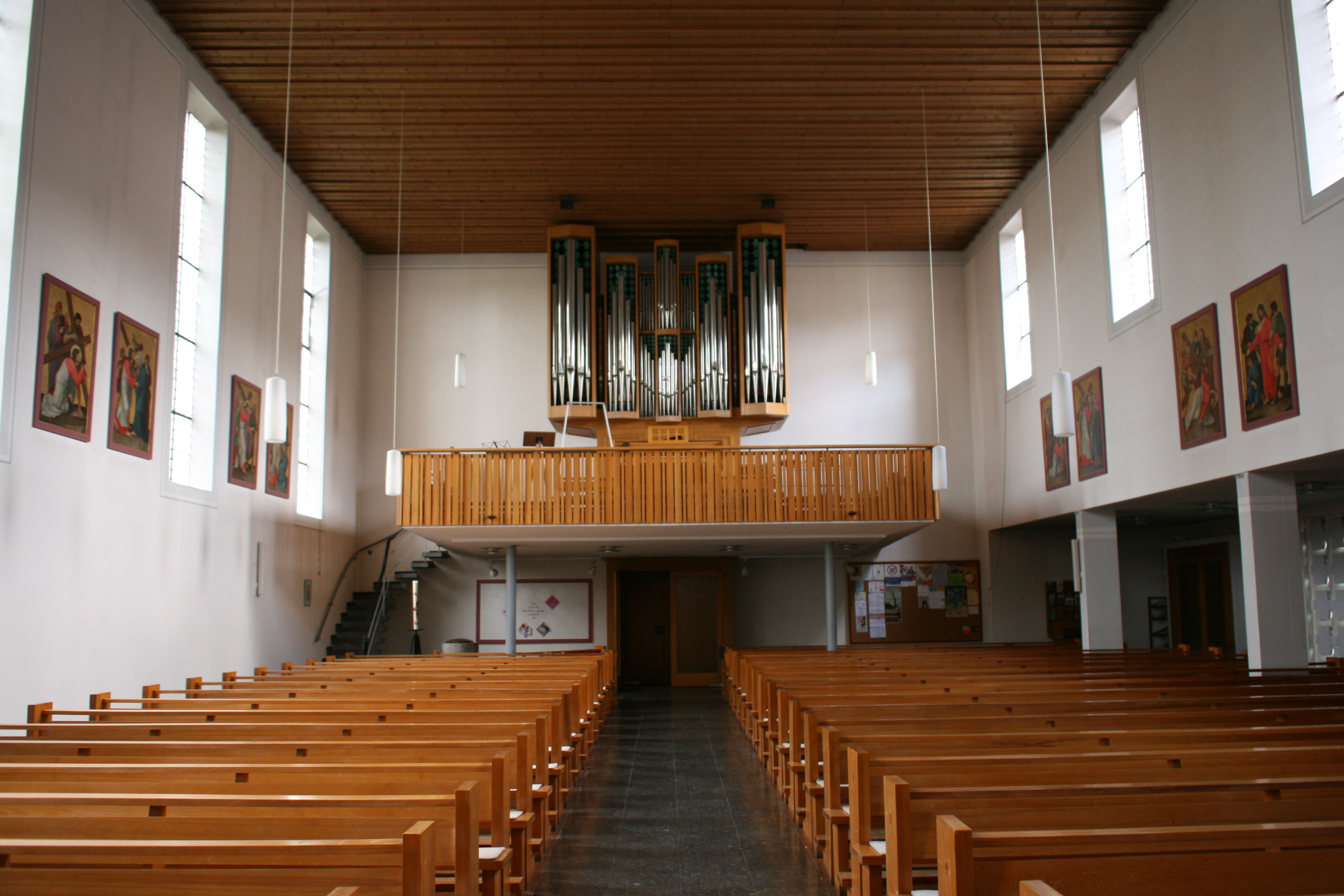
Blick zur Orgel

Die römisch-katholische Pfarrkirche St. Otmar steht im Ortsteil Ludwigshafen der Gemeinde Bodman-Ludwigshafen im Landkreis Konstanz in Baden-Württemberg. Die Kirchengemeinde gehört zum Dekanat Konstanz im Erzbistum Freiburg. Das Bauwerk ist beim Landesamt für Denkmalpflege Baden-Württemberg als Baudenkmal eingetragen.

## Beschreibung
Die Saalkirche besteht aus einem 1962 gebautem Langhaus, einem eingezogenen, dreiseitig geschlossenen Chor im Osten und einem Chorflankenturm im Norden des Chors, ursprünglich ein um 1500 gebauter Chorturm. Der Chorflankenturm wurde um ein Geschoss aufgestockt, das hinter den als Maßwerkfenster gestalteten Klangarkaden den Glockenstuhl beherbergt, in dem vier Kirchenglocken hängen. Alle vier Giebel sind mit Zifferblättern der Turmuhr versehen.
Zur Kirchenausstattung gehören ein Altar und eine Kanzel von 1725, die Georg Anton Machein zugeschrieben werden, eine Pietà von 1370 und ein Marienbildnis von 1480. Die Orgel wurde 1975 von der Mönch Orgelbau errichtet.